# Kora (romanje)
Kora (tibetanščina: སྐོར་ར, Wylie: skor ra, poenostavljena fonetična transkripcija THL: kor ra) je transliteracija tibetanske besede, ki pomeni »obhod« ali »vrtenje«. Kora je tako vrsta romanja kot tudi vrsta meditativne prakse v tibetanski budistični ali bonski tradiciji. Koro izvaja praktikant, ki obhodi sveto mesto ali predmet, običajno kot sestavni del romanja, slovesnosti, praznovanja ali rituala. V širšem smislu je to izraz, ki se pogosto uporablja za celotno romarsko izkušnjo v tibetanskih regijah.

## Klasifikacija in žarišča
Tibetanci za »romanje« običajno uporabljajo izraz nékor (tibetanščina: གནས་སྐོར, Wylie: gnas skor), »kroženje okoli bivališča« (tibetanščina: གནས, Wylie: gnas, THL: né), ki se nanaša na splošno prakso obhoda okoli kraja kot način povezovanja s takimi kraji. V kontekstu kore se né ali néčen (tibetanščina: གནས་ཆེན, Wylie: gnas chen) prevaja kot »opolnomočen«, »svet« ali »svet« kraj/predmet, né pa se pripisuje sposobnost preobrazbe tistih, ki ga obhodijo. Vidiki naravnega in umetnega sveta veljajo tudi za né najrazličnejših nečloveških bitij, kot so iṣṭadevatā ali ḍākinī.
Né običajno spada v naslednje štiri vrste:
- Naravna najdišča. Najpomembnejša né so velike svete gore[note 2] in jezera. Pokrivajo velika območja, včasih na stotine kvadratnih kilometrov. Znotraj teh območij lahko točke moči vključujejo: vrhove, skale, jame, izvire, sotočja in nebeška pokopališča. Kora, povezana s temi naravnimi najdišči, so lahko naporni pohodi na dolge razdalje, prečkanje številnih visokih prelazov in skozi težaven teren.

V tibetanski regiji so nekatera tradicionalna mesta kore, pomembna za regijo, naslednja: svete gore Kailaš (ali Gang Rinpoče ali gora Tise), Lapči, Tsari in Kava Karpo; jezero Manasarovar, Jamdrok in jezero Nam.
- Umetna mesta, vključno z mesti, samostani, templji, stupami, puščavniki itd.

Na primer, v Nepalu se kora običajno izvaja okoli stupe Svajambu in stupe Boudhanath, dveh pomembnih stup v Katmanduju; v Tibetu okoli palače Potala ali templja Jokang v Lasi.
- Skrite dežele (bejul): tajne ali prikrite dežele; rajska kraljestva, ki se nahajajo v najbolj oddaljenih delih Himalaje.[8][9]

- Sveta oseba: romanje se lahko opravi v poklon sveti osebi, pri čemer se sveta oseba v takih primerih šteje za né. Romar je znan kot né korva - 'tisti, ki kroži okoli né' (tibetanščina: གནས་སྐོར་བ, Wylie: gnas skor ba), kar ga opredeljuje z ritualnim obhodom, ki ga izvaja kot del svojega potovanja. Romarji si prizadevajo ustvariti zasluge z izvajanjem kore, ki je glavni generator zaslug. Močnejša kot je moč cilja, večja je zasluga. Kora se izvaja s hojo ali večkratno prostracijo. Prostracija (npr. v primerjavi s hojo), večkratna prostracija ali ugodno število poklanjanj – vse to prinaša večje zasluge. Kora se lahko izvaja tudi med vrtenjem molitvenih koles, petjem manter ali štetjem rožnih vencev. Budistični romarji najpogosteje posnemajo pot sonca in obhodijo v smeri urinega kazalca.[10] Romarji Bön tradicionalno obhodijo v nasprotni smeri urinega kazalca.